# 查德·艾倫 (演員)
查德·艾倫·拉扎里（英語：Chad Allen Lazzari，1974年6月5日—），美國男心理學家和前演員。從七歲開始投入演藝事業，也是三屆青年藝術家獎和GLAAD媒體獎得主。1980年代後期，先後參演NBC家庭劇《我們的家》（1986年至1988年）和情景喜劇《我的兩個爸爸》（1989年至1990年）。之後又以《荒野女醫情》（1993年至1998年）過渡至成人時期。他於2015年4月宣布退出演藝圈。

## 早期生活
查德·艾倫·拉扎里出生於加利福尼亞州喜瑞都，在阿蒂西亚長大。他有一位名為查麗蒂（Charity）的雙胞胎姊妹和就職於聯合太平洋鐵路公司的兄弟史提夫·拉扎里（Steve Lazzari）。艾倫多數義大利血統，「一點」德國血統。生長於「嚴格」的羅馬天主教家庭。

## 外部連結
- 查德·艾倫在互联网电影资料库（IMDb）上的資料（英文）
- 在AllMovie上查德·艾倫的頁面（英文）